# Mooi Juultje van Volendam
Mooi Juultje van Volendam est un film néerlandais muet réalisé par Alex Benno et sorti en 1924. Le scénario est tiré d'une pièce de Jan Lemaire sr. (nl). Le film est sorti en Belgique sous le titre Het schoone meisje van Volendam.

## Distribution
- Annie Bos : Juultje
- August Van den Hoeck : Barendse
- Remi Rasquin : Meesen
- Jan Kiveron : Sander
- Pierre Balledux : Piet
- Frans Boogaers : Rekveld
- Jetje Cabanier (comme Henriette Cabanier)
- Johan Elsensohn : Toon
- Piet Fuchs : un comptable de Meesens
- Annie Metman-Slinger
- Arthur Sprenger : un comptable de Meesens
- Willem van der Veer : Willem
- Marie Verstraete : Trees Barendse